# Vicariat apostolique de Beyrouth
Le vicariat apostolique de Beyrouth (en latin : vicariatus apostolicus Berytensis) est une église particulière de l'Église catholique au Liban.
Érigé le 4 juin 1953, pour les catholiques de rite romain au Liban, son siège est à Beyrouth. Depuis 2016, le vicaire apostolique de Beyrouth est Mgr César Essayan. Il succède à l'archevêque Paul Dahdah (de), ancien archevêque de Bagdad et actuel archevêque titulaire d'Arae-en-Numidie (de) (Arensis in Numidia).

## Territoire
Le vicariat apostolique de Beyrouth couvre la totalité du  territoire du Liban indépendant depuis novembre 1943.
Il est l'un des trois vicariats apostoliques du Proche Orient, avec celui d' Alep qui couvre la Syrie, et le patriarcat latin de Jérusalem, qui couvre Chypre, Israël et la Jordanie.

## Histoire
La vicariat apostolique de Beyrouth est érigé le 4 juin 1953, par la constitution apostolique Solent caeli du pape Pie XII.

## Cathédrale
La cathédrale Saint-Louis de Beyrouth est la cathédrale du vicariat apostolique.
L'ancienne cathédrale de Tyr est située dans le vicariat apostolique.

## Vicaires apostoliques
- 1955-1973 : Eustace John Smith, OFM[4]
- 1974-1999 : Paul Bassim (en), OCD[5]
- 1999-2016 : Paul Dahdah, OCD[6]
- Depuis 2016 : César Essayan, OFM Conv.[7]